# Municipio de Madison (condado de Scioto)
El municipio de Madison (en inglés: Madison Township) es un municipio ubicado en el condado de Scioto en el estado estadounidense de Ohio. En el año 2010 tenía una población de 4106 habitantes y una densidad poblacional de 30,45 personas por km².

## Geografía
El municipio de Madison se encuentra ubicado en las coordenadas 38°54′42″N 82°50′10″O / 38.91167, -82.83611. Según la Oficina del Censo de los Estados Unidos, el municipio tiene una superficie total de 134.82 km², de la cual 134,42 km² corresponden a tierra firme y (0,3 %) 0,41 km² es agua.

## Demografía
Según el censo de 2010, había 4106 personas residiendo en el municipio de Madison. La densidad de población era de 30,45 hab./km². De los 4106 habitantes, el municipio de Madison estaba compuesto por el 97,54 % blancos, el 0,05 % eran afroamericanos, el 1,05 % eran amerindios, el 0,1 % eran asiáticos, el 0,19 % eran de otras razas y el 1,07 % eran de una mezcla de razas. Del total de la población el 0,8 % eran hispanos o latinos de cualquier raza.